# Wilhelm van Maaren
Wilhelm Gerardus van Maaren (n. 10 august 1895, Amsterdam, Țările de Jos – d. 28 noiembrie 1971, Amsterdam, Țările de Jos) a fost persoana acuzată cel mai adesea că ar fi trădătorul Annei Frank. La momentul arestării Annei Frank și a celorlalte șapte persoane care se ascundeau împreună cu ea, van Maaren lucra ca magazioner al depozitului Opekta și Gies & Co.

## Primii ani
Wilhelm van Maaren s-a născut în 1895 la Amsterdam. A fost căsătorit și avea trei copii. Potrivit celor afirmate de tânăra diaristă Anne Frank într-o notă datată 5 august 1943 din jurnalul ei publicat postum, Wilhelm van Maaren avea un „trecut obscur”. Astfel, el începuse mai multe afaceri care au eșuat. A deținut în perioada 1925-1930 un magazin de produse din tutun, pe care l-a vândut în 1930, iar după ocuparea Țărilor de Jos de către Germania Nazistă a înființat o spălătorie cu autoservire care a dat faliment la începutul anului 1943.
În timpul războiului și-a ascuns în casă propriul fiu, care urma să fie deportat într-un lagăr de muncă german.

## Magazioner al depozitului Opekta
Van Maaren a fost angajat ca magazioner al depozitului Opekta, situat în clădirea de pe Prinsengracht 263, în primăvara anului 1943, după ce Johannes Hendrik Voskuijl, fostul magazioner, a fost internat în spital din cauză că era bolnav de cancer în fază terminală.  Niciunul dintre funcționarii de la birou, inclusiv Miep Gies și Victor Kugler, nu l-au plăcut pe van Maaren, deși Miep Gies a afirmat la mai mulți ani după război că van Maaren era „un magazioner foarte priceput”. Încă de la început, el a început să fure produse din depozit și la un moment dat a început să suspecteze că era ceva în legătură cu Anexa Secretă. El ar fi plasat capcane mici (un stilou pe marginea un birou, făină pe podea) în depozit, pentru a afla dacă acolo pătrundeau oameni în timpul nopții. Natura lui ascunsă i-a făcut pe toți cei din jur să nu-l placă și Anne l-a criticat în mod deschis în jurnalul ei.
Evreii care se ascundeau acolo au fost informați cu privire la comportamentul suspect al lui van Maaren, după cum notează Anne Frank într-o notă datată 16 septembrie 1943: „Mai e ceva de natură să nu ne bucure: Van Maaren, magazionerul, a devenit suspicios în privința Anexei. [...] Nu ne-ar păsa ce opinii are domnul Van Maaren despre chestiunea asta dacă n-ar avea reputația unui ins în care nu poți avea încredere și n-ar fi extrem de curios, nelăsându-se îmbrobodit cu una, cu două”. Fata povestește cum van Maaren s-a întors într-o zi mai repede din pauza de masă și a urcat în birourile companiei, tocmai când Victor Kugler se afla în vizită în Anexa Secretă; avertizat de Bep Voskuijl, directorul Kugler a coborât în birou prin mansarda de la stradă.
Van Maaren a petrecut o mare parte din timp încercând să afle cine locuia în clădirea alăturată. Clădirea de alături era de fapt partea din spate a clădirii de pe Prinsengracht 263, în care se aflau birourile companiei Opekta. Prin mai sau iunie 1944 van Maaren l-a informat pe ajutorul său, Lammert Hartog, că știa că se ascundeau niște evrei în clădirea din Prinsengracht 263; el l-ar fi informat, se pare, și pe magazionerul firmei vecine.
Pe 4 august 1944, evreii care se ascundeau în Anexa Secretă au fost arestați de Gestapo, deși van Maaren a părut total uimit de acest lucru. Van Maaren le-a ajutat mai târziu pe Miep Gies și Bep Voskuijl să salveze jurnalul și manuscrisele Annei Frank. Cheile clădirii au fost încredințate inițial de Gestapo lui Miep Gies, dar amintindu-și că numele ei era legat de afacere i le-a luat și le-a dat lui Van Maaren; acesta din urmă a fost informat că era răspunzător pentru tot ce se va petrece acolo și că va primi ordine, care nu au mai venit însă niciodată, își amintea Johannes Kleiman în primăvara anului 1945. Van Maaren avea relații la SD și i-ar fi promis lui Miep Gies că va interveni pentru ca ea să nu fie arestată, iar femeia a susținut în 1948 că polițistul Karl Silberbauer i-ar fi sugerat că magazionerul pusese o vorbă bună pentru ea.
Compania și-a continuat activitatea, iar, după sosirea lui Kleiman, van Maaren a acceptat să-și reia vechiul post; furturile au continuat, dar Kleiman nu l-a denunțat deoarece se temea de relațiile magazionerului cu ocupanții germani. La scurt timp după eliberarea Țărilor de Jos, Kleiman l-a concediat totuși după ce l-a surprins furând pectină, sare și sodă.

## Suspiciunea de trădare
În mai multe investigații efectuate după război (desfășurate în 1948 și 1963), Van Maaren a fost considerat principalul suspect pentru denunțarea celor opt evrei (inclusiv Anne Frank) către anchetatorii Gestapo-ului; cu toate acestea, Van Maaren a negat public că el a fost persoana responsabilă.
Ancheta desfășurată în 1948 a ținut cont de suspiciunile lui Kleiman și Miep Gies cu privire la presupusul rol al lui Van Maaren în arestarea celor opt evrei. Van Maaren a negat în interogatoriul din 31 martie 1948 că el i-ar fi denunțat pe evrei (de a căror existență a pretins că nu știa) și că ar fi comis furturile de care era acuzat, învinuindu-i pentru acestea din urmă pe Bep Voskuijl și pe tatăl ei pe care a afirmat că i-ar fi surprins într-o seară în clădire, cărând sacoșe pline. Cinci zile mai târziu, judecătorul a concluzionat că nu sunt probe pentru acuzarea lui Van Maaren de trădare.
Cazul a fost redeschis după identificarea lui Karl Silberbauer de către Simon Wiesenthal. Van Maaren a fost anchetat din nou în noiembrie 1964, prilej cu care a admis că era autorul furturilor din depozit, pe care a încercat să le minimalizeze, și a recunoscut că avea unele suspiciuni legate de comportamentul funcționarilor de la birou și de cantitățile mari de provizii din clădire, dar a negat că ar fi știut că acolo se ascundeau evrei. Lipsa unor rezultate concrete a dus iarăși la închiderea cazului pe 4 noiembrie 1964.
De-a lungul anilor au apărut alți doi suspecți plauzibili: Lena van Bladeren-Hartog (decedată în 1963) și Tonny Ahlers (1917-2000). Cu toate acestea, după mai multe investigații, concluzia finală a fost că nu există dovezi concludente cu privire la persoana care i-a denunțat Gestapo-ului pe evreii care se ascundeau în Anexa Secretă.

## Moartea
Van Maaren a murit în casa lui din Amsterdam pe data de 28 noiembrie 1971.

## Legături externe
- Willem Van Maaren pe situl Muzeului Anne Frank